# Роза (ім'я)
Роза — жіноче ім'я, означає троянда.
- Роза Ауслендер — німецько-австрійська поетеса єврейського походження, писала німецькою та англійською мовами.
- Роза Люксембург — німецька діячка робітничого руху, одна із засновниць компартії Німеччини.
- Роза Мендес — канадський професійний борець, і колишня модель В даний час працює в WWE під псевдонімом Роза Мендес.
- Роза Мота — португальська легкоатлетка, олімпійська чемпіонка.
- Роза Отунбаєва — киргизький політик, лідер Соціал-демократичної партії Киргизстану, третій президент Киргизстану (2010–2011 рр.).
- Роза Паркс — американська громадська діячка, з чиїм ім'ям пов'язаний початок масової боротьби чорношкірих за рівні права в Америці.
- Роза Сенсат — каталонська вчителька. Вона сприяла розвитку державних каталонських шкіл протягом першої третини 20 -го століття.
- Роза Франсіна Рогомбе — габонська політична діячка, в. о. президента країни після смерті 8 червня 2009 року Омара Бонго.